# Carina Linge
Carina Linge (* 1976 in Cuxhaven) ist eine deutsche bildende Künstlerin.

## Leben
Carina Linge wurde 1976 in Cuxhaven geboren. Im Jahr 2000 begann sie das Studium der Freien Kunst an der Bauhaus-Universität Weimar, das sie 2006 bei Norbert W. Hinterberger mit dem Diplom abschloss.
Im Jahr 2007 erhielt sie einen ersten Lehrauftrag an der Bauhaus-Universität in Weimar, ein weiterer folgte 2014. Carina Linge hat einen Sohn und lebt in Leipzig. Seit 2009 wird sie von der Berliner Galerie Jarmuschek+Partner vertreten.

## Werk
Carina Linge arbeitet fotografisch und installativ. In komplexen Bild-Tableaus setzt sie Fotografien, Objekte und Textblätter zueinander in Bezug.
Carina Linges Fotografien sind inszenierte Interieurs, Stillleben und Körperbilder, die vielschichtig mit assoziativen, symbolischen und kunstgeschichtlichen Verweisen aufgeladen sind. Vergänglichkeit und Tod, Liebe und Einsamkeit, Sehnsüchte und Begehren werden darin jeweils mit ausgesuchten Bezügen zu Personen, Mythen und historischen Bilderzeugnissen thematisiert.
In ihrer Werkreihe „Einsamer Eros“ setzte sich Carina Linge seit 2008 mit einem erweiterten Porträtbegriff auseinander und porträtierte Singles und Paare in psychogrammartigen, arrangierten Bildkompositionen. Die in den Jahren 2011–2013 entstandene Bildserie „Über das Begehren“ behandelt Vergangenes, Vermisstes und Ersehntes und die damit zusammenhängende Entstehung von menschlichen Sehnsüchten und Verlangen. Mit „Theatrum Mundi“ entstand 2014 eine neue Reihe von Arbeiten, welche die äußere Repräsentation und die dahinter liegende, innere Gefühlswelt ausgewählter Personen aufzeigen und sichtbar machen.

## Auszeichnungen und Förderungen
- 2013: Arbeitsstipendium der Kunststiftung des Landes Sachsen-Anhalt[2]
- 2010/11: Artist-in-Residence Programm, Pilotenkueche, Leipzig
- 2010: Förderung für die erste institutionelle Einzelausstellung, Stiftung Kunstfonds[3]
- 2009: Arbeitsstipendium, Kulturstiftung Thüringen
- 2008/09: Projektförderung (Frauenförderfond), Bauhaus-Universität Weimar[4]
- 2008: Arbeitsstipendium für zeitgenössische Kunst des Freistaates Thüringen
- 2000: 1. Preis, Kunstwettbewerb „Kunst und Bauen“, Max-Planck-Institut für Plasmaphysik, Greifswald

## Einzelausstellungen (Auswahl)
- 2020: „New Age of Dissent“, 9. Europäischer Monat der Fotografie Berlin[5], Jarmuschek + Partner, Berlin
- 2018: „A Primo ad Extremum“, 8. Europäischer Monat der Fotografie Berlin, Jarmuschek + Partner, Berlin
- 2016: „In den Tiefen der Gründe“ (zusammen mit Corinne von Lebusa), Jarmuschek+Partner, Berlin
- 2015: Art Cologne, Jarmuschek+Partner, Köln
- 2014: „Theatrum mundi“, 6. Europäischer Monat der Fotografie Berlin, Jarmuschek+Partner, Berlin
- 2013: „beautific“, (mit Léon van Opstal), Dortmunder Kunstverein
- 2012: „Über das Begehren“, 5. Europäischer Monat der Fotografie Berlin, Jarmuschek+Partner, Berlin
- 2011: „Carina Linge - Einsamer Eros. Singles & Paare“, Kunsthalle Erfurt
- 2011: „Über das Begehren“, Kunsthaus Erfurt
- 2011: „Einsamer Eros“, Kunsthalle Harry Graf Kessler, Weimar
- 2010: „Einsamer Eros“, 4. Europäischer Monat der Fotografie Berlin, Jarmuschek+Partner, Berlin
- 2010: „Einsamer Eros“, bautzner69, Dresden

## Gruppenausstellungen (Auswahl)
- 2020: „100 Jahre Frauenwahlrecht: 19 + 1 Künstlerinnen“, Verbindungsbüro des Deutschen Bundestages bei der Europäischen Union, Brussels
- 2019: „Bauhaus Frauen - Lehrerinnen und Absolventinnen der Bauhaus-Universität Weimar“, Kunsthalle Erfurt
- 2019: „100 Jahre Frauenwahlrecht: 19+1 Künstlerinnen“[6], Reichstagsgebäude, Deutscher Bundestag, Berlin
- 2019: Rostocker Kunstpreis 2019, Kunsthalle Rostock
- 2019: Leipziger Jahresausstellung 2019, Leipzig
- 2016: „Verweile doch“ #2, Kunststiftung des Landes Sachsen-Anhalt, Halle/Saale
- 2016: „Habseligkeiten“, Haus am Lützowplatz, Berlin
- 2016: Month of Photography in Minsk 2016, CECH Art Space, Minsk, Weißrussland
- 2015: „Wild - Animals in Contemporary Photography“, Month of Photography Minsk, „CECH“ Art Space, Minsk, Weißrussland und Plaza Gallery, Tokio, Japan
- 2015: „Gute Kunst? Wollen!“, Auf AEG, Nürnberg
- 2015: „Wahrheiten“, Museum Abtei Liesborn, Wadersloh-Liesborn
- 2015: „Bittersüße Zeiten“, Kunsthaus Apolda Avantgarde, Apolda und Kunsthalle Jesuitenkirche, Aschaffenburg
- 2014: „focus bauhaus 2.14“, Kunstquartier Bethanien, Berlin
- 2014: „Bittersüße Zeiten“, Kunsthaus Stade
- 2014: „Wahrheiten“, Bayer Kulturhaus, Leverkusen
- 2014: „WILD - Tiere in der zeitgenössischen Fotografie“, Alfred Ehrhardt Stiftung, Berlin[7]
- 2013: „Linger on!“, Goethe-Institut Washington, Washington D.C., USA
- 2013: „Schijn bedriegt Schijn. De trompe-l´oeil in de oude en moderne Kunst“, Noordbrabants Museum, s-Hertogenbosch, Niederlande
- 2012: „Kolga Tbilisi Photo 2012“, Tiflis, Georgien
- 2012: „WILD - Animals in Contemporary Photography“, Artist Cooperative, Omaha, USA
- 2012: „Verweile doch“, Kunststiftung des Landes Sachsen-Anhalt, Halle/Saale
- 2012: „Eros und Thanatos“, Werkschauhalle der Baumwollspinnerei Leipzig[8]
- 2012: „Stillstehende Sachen“, Museum Abtei Liesborn, Wadersloh-Liesborn
- 2011: „Unter Helden. Vor-Bilder in der Gegenwartskunst“, Kunsthalle Nürnberg
- 2010: „Face to Face. German Contemporary Photography“, Dong-Gang Museum of Photography, Südkorea
- 2010: „Fotosommer Stuttgart“, Württembergischer Kunstverein, Stuttgart

## Sammlungen (Auswahl)
- Sammlung Deutscher Bundestag, Berlin
- Sammlung José Maria Civit, Barcelona, Spanien
- Fundación Banco Sabadell, Barcelona, Spanien
- Sammlung SØR Rusche, Oelde / Berlin
- Angermuseum Erfurt[9]
- Kunstsammlung Jena
- Sammlung Segantini, Lugano, Schweiz
- ERES-Stiftung, München